# Łukasz Sekulski
Łukasz Sekulski (sinh ngày 3 tháng 11 năm 1990) là một cầu thủ bóng đá người Nhật Bản chơi ở vị trí tiền đạo cho FC SKA-Khabarovsk.

## Sự nghiệp câu lạc bộ
Ngày 22 tháng 2 năm 2018, anh chuyển đến câu lạc bộ tại Giải bóng đá ngoại hạng Nga FC SKA-Khabarovsk.

## Thống kê sự nghiệp
Tính đến 15 tháng 4 năm 2018
| Câu lạc bộ            | Mùa giải             | Giải vô địch                | Giải vô địch | Giải vô địch | Cúp     | Cúp       | Châu lục | Châu lục  | Tổng cộng | Tổng cộng |
| Câu lạc bộ            | Mùa giải             | Hạng đấu                    | Số trận      | Bàn thắng    | Số trận | Bàn thắng | Số trận  | Bàn thắng | Số trận   | Bàn thắng |
| --------------------- | -------------------- | --------------------------- | ------------ | ------------ | ------- | --------- | -------- | --------- | --------- | --------- |
| Wisła Płock           | 2007–08              | I liga                      | 2            | 0            | 0       | 0         | –        | –         | 2         | 0         |
| Wisła Płock           | 2008–09              | I liga                      | 4            | 0            | 0       | 0         | –        | –         | 4         | 0         |
| Raków Częstochowa     | 2009–10              | II liga                     | 12           | 2            | 1       | 0         | –        | –         | 13        | 2         |
| Wisła Płock           | 2009–10              | I liga                      | 8            | 1            | 0       | 0         | –        | –         | 8         | 1         |
| Wisła Płock           | 2010–11              | II liga                     | 14           | 1            | 0       | 0         | –        | –         | 14        | 1         |
| Wisła Płock           | 2011–12              | I liga                      | 23           | 1            | 2       | 3         | –        | –         | 25        | 4         |
| Wisła Płock           | 2012–13              | II liga                     | 33           | 10           | 2       | 2         | –        | –         | 35        | 12        |
| Wisła Płock           | 2013–14              | I liga                      | 20           | 0            | 0       | 0         | –        | –         | 20        | 0         |
| Wisła Płock           | Tổng cộng (2 spells) | Tổng cộng (2 spells)        | 104          | 13           | 4       | 5         | 0        | 0         | 108       | 18        |
| Stal Stalowa Wola     | 2014–15              | II liga                     | 33           | 30           | 3       | 1         | –        | –         | 36        | 31        |
| Jagiellonia Białystok | 2015–16              | Ekstraklasa                 | 9            | 1            | 1       | 0         | 4        | 0         | 14        | 1         |
| Korona Kielce         | 2015–16              | Ekstraklasa                 | 9            | 1            | –       | –         | –        | –         | 9         | 1         |
| Korona Kielce         | 2016–17              | Ekstraklasa                 | 10           | 5            | 0       | 0         | –        | –         | 10        | 5         |
| Korona Kielce         | Tổng cộng            | Tổng cộng                   | 19           | 6            | 0       | 0         | 0        | 0         | 19        | 6         |
| Piast Gliwice         | 2016–17              | Ekstraklasa                 | 12           | 0            | –       | –         | –        | –         | 12        | 0         |
| Jagiellonia Białystok | 2017–18              | Ekstraklasa                 | 15           | 4            | 1       | 0         | 4        | 1         | 20        | 5         |
| Jagiellonia Białystok | Tổng cộng (2 spells) | Tổng cộng (2 spells)        | 24           | 5            | 2       | 0         | 8        | 1         | 34        | 6         |
| SKA-Khabarovsk        | 2017–18              | Giải bóng đá ngoại hạng Nga | 6            | 0            | 0       | 0         | –        | –         | 6         | 0         |
| Tổng cộng sự nghiệp   | Tổng cộng sự nghiệp  | Tổng cộng sự nghiệp         | 210          | 56           | 10      | 6         | 8        | 1         | 228       | 63        |